# Харалампи Перев
Харалампи (Хараламби, Рампо) Перев Илиев Попов е български адвокат и борец за човешките права на българите в Югославия.

## Ранни години
Роден е в село Никодин, Прилепско, тогава част от Османската империя, на 20 януари 1891 година. Основно образование получава в Прилеп, за да замине след това в Цариград като питомец на екзархийската семинария. След бунта на екзархийските питомци, той се връща в Македония и продължава образованието си в Битолската българската мъжка класическа гимназия, която завършава на 26 юни 1911 година. След това една година е екзархийски учител в Прилеп.

## В Кралска Югославия
През месец октомври 1912 година е арестуван от сръбските власти в Прилеп, след разпит е освободен и веднага нелегално заминава за България и постъпва във Военното, на неговото царско величество Фердинанд І, училище. На 25 август 1915 година е произведен в чин подпоручик и след това участва в Първата световна война по бойните полета в Македония. Като взводен командир в 3-ти пехотен македонски полк е награден е с орден За храброст – IV степен, 2 клас. Демобилизиран е като поручик на българската армия и веднага, 1919 година, се записва като редовен студент в правния факултет в София. След двегодишно обучение заминава за Белград, където да продължи обучението си, като работи едновременно, за да се дипломира от правния факултет в Белград на 14 март 1923 година. След дипломирането работи като секретар на Апелационния съд в Белград, секретар на Касационния съд в Белград, съдия следовател, след това като съдия в Обреновац, Ужице, Кралево, Уб и Пожаревац, а в 1939 година е назначен за председател на съда в Дубровник. В Дубровник остава само няколко месеца, бидейки пенсиониран с административна пенсия. Неговото пенсиониране е по заповед на сръбските власти, заради неговата близост с хърватските националисти и политици, специално заради приятелските връзки с лидера на Хърватската селска партия Владко Мачек, кой по времето на цялата негова кариера в Кралство Югославия, го поддържа и предлага за високи позиции в правосъдната система. Към края на 1939 година се връща в Прилеп и отваря адвокатска практика, където го заварва Втората световна война.

## По време на Втората световна война
На 6 април 1941 година е бомбардиран Белград и така започва разпадът на Кралство Югославия. Сръбската войска, полиция и администрация още на 7 април напускат Прилеп и градът остава без отбрана от разбойническите банди, които се формират в неговата околност. Затова група граждани на Прилеп, на неформална среща в кафенето „Кай Чесното – Балкан“ предлагат Харалампи Перев за кмет самодържец на град Прилеп и организатор на отбраната на града и сигурността на гражданите и техните имоти. Той събира останалото оръжие, повечето пушки от избягалата сръбска армия, събира доброволци от гражданите, организира „градска милиция“, въвежда полицейски час и управлява града като единствена власт, до идването на българските войски на 22 април. Участва във формирането на Българските акционни комитети и организира посрещането на българската армия в Прилеп. Перев е член - възобновител на Читалище „Надежда“ (Прилеп) 9 юни 1941 година. През цялото време на войната Харалампи Перев се занимава с адвокатура, а една година прекарва в Битоля като мобилизиран офицер от запаса на Българската армия. Едновременно защитава част от македонските комунисти, между които и Методи Андонов-Ченто, в голям съдебен процес, който води прекият Военнополеви съд на българската армия и успява да ги оневини. За това помага личното познанство с ген. Бойдев.

## В Титова Югославия
След войната отново работи като адвокат и защитава много обвинени по спорния македонски „Закон за македонската национална чест“. С оглед на времето и условията, успехът на адвокатската защита е минимален, обаче успява да отмени няколко смъртни присъди. В 1947 година е арестуван при неясни обвинения, съден е в манипулиран съдебен процес и осъден на три години затвор. Пуснат е след две години, забранено му е да упражнява адвокатура, получава право на адвокатура отново през 1950 година. В живота си е бил близък приятел с Йордан Чкатров и неговия брат Димитар Чкатров, бил е приятел и с всичките македонци, които са съдени в Скопския студентски процес 1928 година. Винаги е определян като български националист, михайловист и близък на Ванчо Михайлов. До края на живота си живее тихо, мирно и изолирано в Прилеп, където работи като адвокат до последния си миг.
Умира в Прилеп на 13 октомври 1960 година.

## Семейство
Жени се в 1943 година за Елена Кузманова от Битоля, от българско екзархийско семейство, чийто братовчед е Стефан Кузманов, един от подписалите известния Меморандум срещу македонизма и осъден през 1946 година на 15 години затвор.
Син на Харалампи Перев е Владимир Перев, роден 1945 година, северномакедонски и български журналист и публицист, също така арестуван 1963 година от Титовите власти и обвиняван във ванчомихайловизъм, българщина и анти-югославянство.